# Jacques Jany
Jacques Jany (ur. w 1896, zm. ?) – francuski bobsleista, olimpijczyk.

## Występy na IO
| Rok  | Igrzyska Olimpijskie | Konkurencja             | Wyniki                                |
| 1924 | Chamonix             | czwórki/piątki mężczyzn | DNS w drugim ślizgu; nieklasyfikowany |